# Хроника парнишки с гомельских улиц
 «Хроника парнишки с гомельских улиц»  — третий студийный альбом белорусского рэп-исполнителя Серёги, выпущенный в 2008 году на лейблах Мистерия звука, Go-Records и Moon Records.
В этом альбоме Серёга показал себя с новых сторон — уличного поэта и голоса поколения тех, «кто выжил в 90-х».
Наряду с новыми песнями в альбом вошли знакомые треки:
- «Вторжение», попавшая в саундтрек к игре GTA 4,
- гимн телешоу «Король Ринга — 2», для которого Серёга добился официального использования семпла из песни Queen «The Show Must Go On».

## Список композиций
1. Сиди И Слушай
2. Skit От Хабы Казанского
3. Парнишка С Улицы
4. Добавь Скорость
5. Моё Поколение (feat. Сацура)
6. Мне С Тобою Хорошо
7. Шоу Должно Продолжаться (Саундтрек К Шоу «Король Ринга»)
8. Quasimodo Skit
9. Квазимодо (feat. Сацура)
10. Корабли
11. Mon Ami (feat. Макс Лоренс)
12. Вторжение (Саундтрек К Игре «GTA 4»)
13. Выше Неба Только Небо (Sky Is The Limit) (feat. А. Маршал)
14. Игра
15. Чики
16. Оля И СПИД (feat. В. Жириновский) / Чайна-Таун (Трек-Фантом)
17. Мне С Тобою Хорошо (Raduga Mix)
18. Мне С Тобою Хорошо (Steel Deluxe Mix)

## Клипы
- «Корабли»[1]
- Чики
- Вторжение

## Рецензии
Есть в русском рэпе нездоровая тенденция. Она заключается в том, что по мере того, как растёт популярность, убывает уважение, что называется, улиц. Серёга один из немногих, кто оказался заложником этой тенденции, наравне с Децлом. А это значит, что неважно, какую музыку он будет делать. Любить «на улицах» Серёгу не будут никогда. А жаль. Альбом, конечно, не без упрёка, но ведь и не хуже многих. Но имя, стоящее на обложке и вызывающее у «тру» рэперов приступы икоты, обеспечит «Хроникам» не очень тёплый приём.
 — пишет Декабрист нас сайте Prorap.ru
Вообще, в подобном жанре Серёга звучит очень мощно, зло и напористо. Строить на американском фундаменте пытались несчитанное количество раз — не у всех выходило столь же убедительно. Впрочем, недостатки проистекают оттуда, где достоинства заканчиваются. Вопрошая с угрожающими интонациями «Хотите моей крови? Хотите моих слёз?», Серега вызывает скорее улыбку. Вряд ли это тот эффект, на который он рассчитывал.
 — пишет Андрей Никитин на сайте Rap.ru
Уход после такого альбома, как «Хроника парнишки с гомельских улиц», выглядит скорее позорным бегством, чем величавым освобождением хип-хоп-трона… музыка стала богатой… и безжизненной… Никакой скорострельной читки не осталось и в помине (разве что в номере «Mon Ami» слышны остатки былой роскоши), да и вообще в треках Серёги стало криминально мало самобытности. Скажем, помнящим его «спортивные частушки», будет сложно поверить, что песню «Добавь скорость» сочинил и начитал он, а не какой-нибудь Тимати. А почти программная «Парнишка с улицы» напоминает угрюмые жалобы «Касты» и иже с нею. Интересных ходов минимум, небанальных рифм вроде «гастарбайтер — Орбакайте» раз-два и обчёлся, с чувством юмора очевидные нелады, зато пафос просто-таки сочится из этой пластинки. То, над чем раньше Серёга искренне смеялся, сегодня исполняется без тени улыбки — даже тема эмиграции в треке «Корабли» так надрывна, что достойна звучать в концерте «Радио Шансон», а не в ироничном рэп-альбоме.
 — пишет Алексей Мажаев на сайте InterMedia.